# Demografie van Californië
Dit artikel beschrijft de demografie van Californië, de meest bevolkte staat van de Verenigde Staten. De bijna 40 miljoen inwoners hebben heel diverse etnische, nationale en religieuze achtergronden.

## Bevolkingsaantal
Californië telde volgens het United States Census Bureau, dat om de tien jaar een nationale volkstelling verricht, 37.253.956 inwoners in 2010. Volgens een recentere schatting, uit 2016, zijn er intussen 39.250.017 inwoners. Daarmee heeft Californië het grootste bevolkingsaantal van de Amerikaanse staten en van alle deelstaten in Noord-Amerika. De bevolking overtreft die van de tweede staat, Texas, met een derde. Californië is al de grootste staat sinds 1962, toen het New York inhaalde. Als Californië een onafhankelijk land was, zou het het 35e land ter wereld zijn, vóór veel grotere landen als Canada en Australië.

### Evolutie
De bevolking van Californië nam met 10 percent toe tussen 2000 en 2010 en met 5,4% tussen 2010 en 2016. Daarmee is Californië de 17e staat qua percentuele bevolkingstoename. Toch ligt de bevolkingsaanwas aanzienlijk lager dan in de jaren 80 (toen er 25,7% groei was) of de jaren 40 (53,3%). Volgens onderzoekers van de University of Southern California zal de bevolkingsgroei ook in de komende decennia beperkt blijven. Er is een vrij hoge natuurlijke bevolkingsgroei en grote buitenlandse immigratie. Tot rond 2010 groeide de bevolking voornamelijk door migratie uit Latijns-Amerika, met buurland Mexico voorop, maar al in 2011 kwam 57 percent uit Azië en slechts 22 percent uit Latijns-Amerika. Veel Mexicaanse Californiërs keren intussen terug naar Mexico. Het binnenlandse migratiesaldo voor Californië is eveneens negatief, wat betekent dat er meer Amerikanen van Californië verhuizen dan ernaar.

### Geografische spreiding

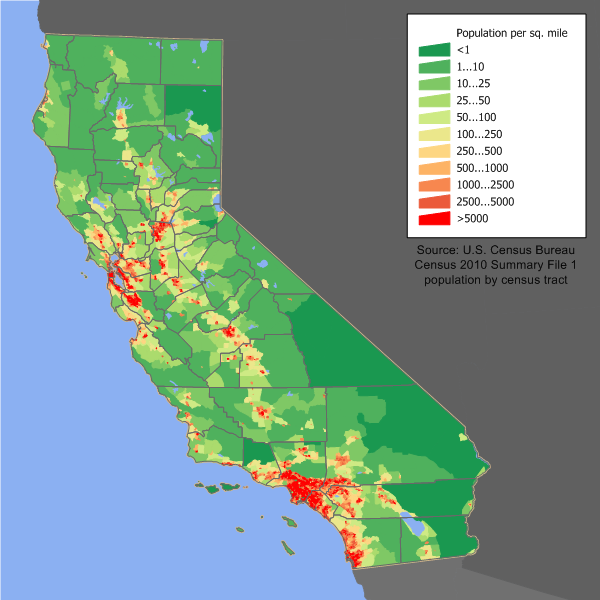
Kaart van de bevolkingsdichtheid van Californië. De schaal is in inwoners per vierkante mijl.

De bevolking is ongelijk verdeeld over het grondgebied. De meeste mensen wonen in de grootstedelijke gebieden rond San Francisco en Los Angeles. Over het algemeen zijn de kuststreken en de vruchtbare valleien, zoals de Central Valley, dichter bevolkt dan de berggebieden en woestijnen. De meest dunbevolkte gebieden zijn het zuidoosten van de staat, gekenmerkt door woestijnen en onherbergzaam gebergte, alsook het uiterste noorden.
95,2 percent van de bevolking woont in verstedelijkte gebieden, meer dan andere Amerikaanse staten. De grootste agglomeraties zijn de Los Angeles Metropolitan Statistical Area (bijna 13 miljoen inwoners), de San Francisco Bay Area (8,7 miljoen inwoners), de Riverside-San Bernardino-Ontario Metropolitan Area (4,2 miljoen inwoners), de San Diego Metropolitan Area (3,3 miljoen inwoners) en de Sacramento Metropolitan Area (2,5 miljoen inwoners). De metropool rond Los Angeles is – na de agglomeratie New York – de grootste metropool van de Verenigde Staten.
De steden met het hoogste bevolkingsaantal binnen de stadsgrenzen zijn Los Angeles, San Diego, San Jose, San Francisco, Fresno, Sacramento, Long Beach, Oakland, Bakersfield en Anaheim. Drie van de tien grootste steden in de Verenigde Staten liggen in Californië. Los Angeles is de tweede stad van de Verenigde Staten.

## Herkomst en etnische minderheden
Volgens de volkstelling van 2010, de meest recente officiële telling, was de etnische samenstelling als volgt:
- 57,6% blank
- 17,0% van een ander 'ras'
- 13,0% Aziatische Amerikaan
- 6,2% Afro-Amerikaan
- 4,9% van twee of meer rassen
- 1,0% indiaan, en
- 0,4% afkomstig van de eilanden in de Stille Oceaan.

Het Census Bureau peilt daarnaast naar de identificatie van mensen als hispanic of latino. Van alle inwoners, ongeacht hun hierboven vermelde ras, identificeerde 37,6 percent zich als hispanic of latino. Daarmee komt Californië op de tweede plaats, na New Mexico. Californië is een van enkele staten waar blanke Amerikanen die niet hispanic of latino zijn geen meerderheid van de bevolking vormen (de zogenaamde minority-majority areas).
Cijfers over de nationale afkomst van inwoners zijn over het algemeen niet erg betrouwbaar omdat mensen nu eenmaal meerdere afkomsten hebben. Volgens de American Community Survey waren de belangrijkste herkomsten in Californië in 2013: Duits, Iers, Engels, Italiaans en 'Amerikaans'. Belangrijke minderheden zijn Arabische, Armeense, Chinese, Filipijnse, Iraanse, Koreaanse, Mexicaanse en Vietnamese Amerikanen.
De American Community Survey tussen 2006 en 2008 laat zien dat in die periode 58,8% van de inwoners van Californië blanke Amerikanen waren (bijna 22 miljoen mensen, 42,3% zonder blanke hispanics), 35,9% hispanics, 12,3% Aziatische Amerikanen (ongeveer 4,5 miljoen mensen), 6,2% Afro-Amerikanen (ongeveer 2,2 miljoen mensen) en 0,7% Indianen. Daarnaast zijn er diverse kleinere bevolkingsgroepen, waaronder Filipijnen, Iraniërs, Koreanen, Japanners en Vietnamezen.

### Inheemse volken
Voor de Europese kolonisatie van Amerika herbergde Californië een enorme diversiteit aan indianenvolken. Schattingen over de precolumbiaanse bevolkingsaantallen lopen sterk uiteen: van zo'n 130.000 tot meer dan een miljoen. Tijdens de 18e en 19e eeuwen nam die bevolking drastisch af door ziektes, conflicten en omdat de indianen hun gronden en levensvoorziening werden ontnomen. Californië heeft tegenwoordig een van de grootste inheemse bevolkingsaantallen. Stammen van verschillende tientallen indianenvolken zijn federaal erkend. De grootste inheemse herkomst is Cherokee; het gaat voornamelijk over afstammelingen van migranten ten tijde van de Dust Bowl.

## Talen
Geschat wordt dat er in de staat Californië meer dan tweehonderd talen worden gesproken, waaronder een groot aantal inheemse Amerikaanse talen. Daarmee is het taalkundig waarschijnlijk een van de meest diverse gebieden ter wereld. Engels is sinds 1986 de officiële taal van de Californische regering, hoewel vrijwel alle officiële overheidsdocumenten ook beschikbaar zijn in het Spaans. Engels is ook de meest voorkomende taal: in 2005 was het de moedertaal van ongeveer 57,59% van de bevolking. Voor 28,21% was dat het Spaans, een taal die met name in het zuiden van Californië in het dagelijks gebruik veel voorkomt. Daarnaast had in 2005 van de Californische bevolking 2,04% Filipijns, 1,4% Vietnamees, 1,05% Koreaans, 0,63% Kantonees en 0,43% Mandarijn als moedertaal. Geschat wordt dat oorspronkelijk nog twee keer zoveel inheemse talen in de staat voorkwamen. De nog levende inheemse talen hebben alle de bedreigde status, ondanks pogingen ze nieuw leven in te blazen.

## Religies
Ongeveer twee derde van de inwoners van Californië is gelovig, waarmee de staat minder religieus is dan het nationale gemiddelde. De grootste religie is de Rooms-Katholieke Kerk, met meer dan 10 miljoen leden, met name onder de Latijns-Amerikaanse bevolkingsgroep (hispanics). Andere christelijke groepen zijn bijvoorbeeld de Church of Jesus Christ of Latter-day Saints (mormonen) en de Southern Baptist Convention, beide hebben in Californië meer dan een half miljoen leden. Er staan een aantal protestants-christelijke megakerken in Californië. De Angelus Temple in Los Angeles bijvoorbeeld, het hoofdkwartier van de International Church of the Foursquare Gospel, biedt ruimte aan meer dan 5000 gelovigen.
Christelijke groepen hebben een belangrijke rol gespeeld bij de Amerikaanse kolonisatie van Californië, zo stichtten mormoonse kolonisten de stad San Bernardino en bevolkten ze de nederzetting Yerba Buena, het latere San Francisco.
Er wonen ongeveer een miljoen moslims en een miljoen joden in Californië. De stad Los Angeles heeft 550.000 Joodse inwoners, waarmee het de op een na grootste Joodse stad in Noord-Amerika is.
Californië heeft ook een grote boeddhistische gemeenschap, met name onder het Aziatische deel van de bevolking. De Hsi Laitempel in de buurt van Los Angeles en de City of Ten Thousand Buddhas in Ukiah behoren tot de grootste boeddhistische tempels buiten Azië.